# 미래일기 (예능)
《미래일기》는 문화방송이 제작 · 방영하는 버라이어티 쇼 프로그램이다.
2016년 2월 8일 설특집 파일럿 편성이 되었고, 2016년 9월 29일부터 정규편성되어 시즌제로 방영하여 같은 해 12월 1일에 폐지되었다.

## 방송 시간
| 방송 채널 | 방송 기간                         | 방송 시간                                   |
| --------- | --------------------------------- | ------------------------------------------- |
| MBC TV    | 2016년 2월 8일                    | 파일럿                                      |
| MBC TV    | 2016년 9월 29일 ~ 2016년 12월 1일 | 매주 목요일 밤 11시 10분 ~ 12시 35분 (85분) |

## 역대 MC
| 역대 | 진행자         | 진행 기간                         |
| ---- | -------------- | --------------------------------- |
| 1대  | 안정환, 허경환 | 2016년 9월 29일 ~ 2016년 12월 1일 |

## 방송가능한지역MBC
- 광주MBC
- 목포MBC
- 여수MBC
- MBC경남(창원, 진주)
- 전주MBC
- 안동MBC
- 춘천MBC
- MBC강원영동(강릉, 삼척)
- 원주MBC
- MBC충북 청주방송국
- MBC충북 충주방송국

## 일부지역자체방송
- 2016년 4월 1일까지는 전국방송이었다.
- 대구MBC: 전국시대
- 포항MBC : 시사공감 구구포차
- 대전MBC : 대전MBC 시사플러스
- 울산MBC : 11시10분 돌직구 40/11시50분 지금 울산은 스페셜
- 제주MBC : 제주MBC 시사진단
- 부산 MBC: 11시10분 좌충우돌 만국유람기/11시50분 부산,부산문화

DMB방송지역
- 강원도, 전라도
- 충북(DMB월 1~2회 방송 안 함) (가끔씩 안 나올 수 있음)

## 시청률

### 2016년
| 회차   | 방송일    | TNmS 시청률    | AGB 시청률     |
| 회차   | 방송일    | 대한민국(전국) | 대한민국(전국) |
| ------ | --------- | -------------- | -------------- |
| 파일럿 | 2월 8일   |                | 7.8%           |
| 1회    | 9월 29일  | 2.1%           | 2.8%           |
| 2회    | 10월 6일  | 2.8%           | 2.1%           |
| 3회    | 10월 20일 | 2.6%           | 2.9%           |
| 4회    | 10월 27일 | 1.7%           | 1.6%           |
| 5회    | 11월 3일  | 1.8%           | 1.7%           |
| 6회    | 11월 17일 | 1.4%           | 1.1%           |
| 7회    | 11월 24일 | 1.1%           | 1.2%           |
| 8회    | 12월 1일  | 1.9%           | 1.2%           |

## 결방 사유 및 편성 변경

### 2016년
- 10월 13일 : DMC 페스티벌 특집 방송으로 인한 결방
- 11월 10일 : MBC 수목미니시리즈 쇼핑왕 루이 2회 연속방송으로 결방

## 동시간대 경쟁프로그램
- 자기야 백년손님 (SBS TV)
- 해피투게더 (KBS 2TV)
- 썰전 (JTBC)
- 기막힌 이야기 실제상황 (MBN)